# 戴氏突頜脂鯉
戴氏突頜脂鯉，為輻鰭魚綱脂鯉目脂鯉亞目脂鯉科的其中一個種。分布於南美洲北部至巴拿馬大西洋沿岸淡水流域，體長可達8.3公分，棲息在水質混濁且靜止的水域，以無脊椎動物為食，生活習性不明，可做為觀賞魚。